# Kriegeria heptazonata
Kriegeria heptazonata är en stekelart som beskrevs av William Harris Ashmead 1905. Kriegeria heptazonata ingår i släktet Kriegeria och familjen brokparasitsteklar. Inga underarter finns listade i Catalogue of Life.